# Поијанис (Удине)
Поијанис је насеље у Италији у округу Удине, региону Фурланија-Јулијска крајина.
Према процени из 2011. у насељу је живело 31 становника. Насеље се налази на надморској висини од 91 м.